# Henry Scheffer

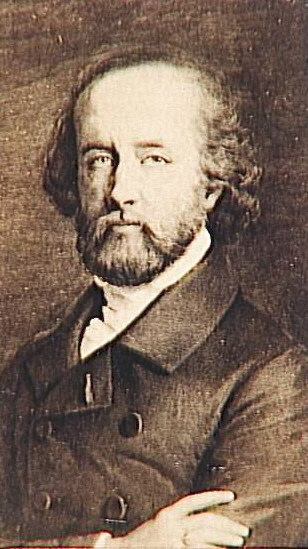
Henry Scheffer, fotografiert von Pierre Petit

Henry Scheffer (* 25. September 1798 in Den Haag; † 15. März 1862 in Paris) war ein französischer Maler niederländischer Herkunft.

## Leben
Scheffer war der Sohn des Malers Jean-Baptiste Scheffer und dessen Ehefrau, der Miniaturmalerin Cornelia Lamme. Er war ein Schüler des Comte Pierre Narcisse Guérin und als Historien-, Genre- und Porträtmaler tätig.
Der Maler Ary Scheffer war sein Bruder. Sein Sohn Arnold Ary Scheffer wurde ebenfalls Maler und eine Tochter heiratete später den Schriftsteller Ernest Renan.